# قائمة زملاء الجمعية الملكية المنتخبين في 1724
هذه الصفحة تعرض قائمة زملاء الجمعية الملكية المُنتخبين لعام 1724.

## الزملاء
- Joseph-Nicolas Delisle [الإنجليزية]‏
- Littleton Powys [الإنجليزية]‏
- Anthony Ellys [الإنجليزية]‏
- Smart Lethieullier [الإنجليزية]‏
- Robert Ord [الإنجليزية]‏
- John Eames [الإنجليزية]‏
- دانيال غابرييل فهرنهايت
- Joseph Danvers [الإنجليزية]‏
- Francis Scott, 2nd Duke of Buccleuch [الإنجليزية]‏
- Nicolaas Kruik [الإنجليزية]‏
- John Ranby [الإنجليزية]‏
- John Byrom [الإنجليزية]‏